# Tetrahydrofurfurylmethacrylat
Tetrahydrofurfurylmethacrylat ist ein Methacrylsäureester des Tetrahydrofurfurylalkohols.

## Eigenschaften
Tetrahydrofurfurylmethacrylat ist eine chemisch instabile Flüssigkeit mit einem unangenehmen, charakteristischen Geruch. Sie verfügt über einen Flammpunkt von 99 °C und eine Zündtemperatur von 240 °C.
Wie die meisten Acrylsäureester kann auch THFMA, insbesondere wenn Verunreinigungen, oxidierende Substanzen oder Schwermetalle zugegen sind, spontan und unter sprunghaftem Anstieg der Viskosität und Temperatur (Trommsdorff-Effekt) polymerisieren und wird deshalb stabilisiert in den Markt gebracht.

## Verwendung
Tetrahydrofurfurylmethacrylat ist ein Methacrylatmonomer, welches in Klebstoffen verwendet wird.
Er ist beispielsweise im Kleber Loctite 330 enthalten. Durch den verhältnismäßig niedrigen Glaspunkt von 40 °C des (reinen) gehärteten PTHFMA (Polytetrahydrofurfurylmethacrylat) verfügen die geklebten Stellen über eine gewisse Elastizität / Zähigkeit und sind deutlich weniger spröde als solche aus reinem PMMA.
Auf Grund der guten Lösemitteleigenschaften des THFMA wird es zudem zur Vorbehandlung von Polymerflächen vor der Verklebung, in Adhäsivformulierungen sowie als Reaktivverdünner in strahlenhärtenden Formulierungen eingesetzt.
PTHFMA nimmt > 70 % Wasser auf und ist mit Copolymeren aus Styrol und Allylalkohol verträglich.

## Handelsnamen
- Sartomer SR 203
- VISIOMER® THFMA